# Alfonso Canciani

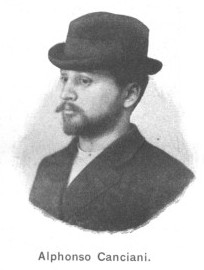
Alfonso Canciani, 1900

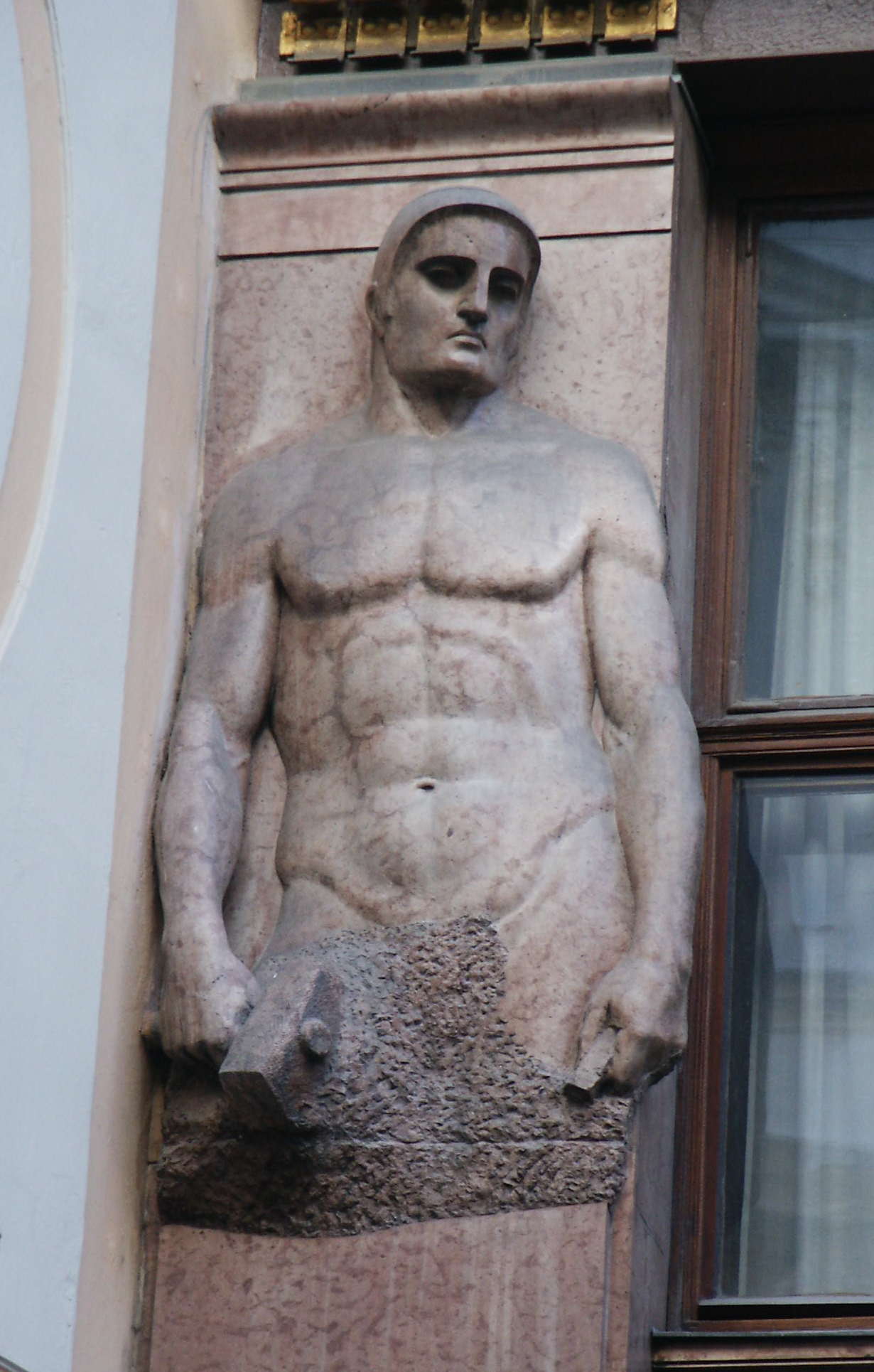
Artariahaus Wien, linke Seite, Industrie (?)

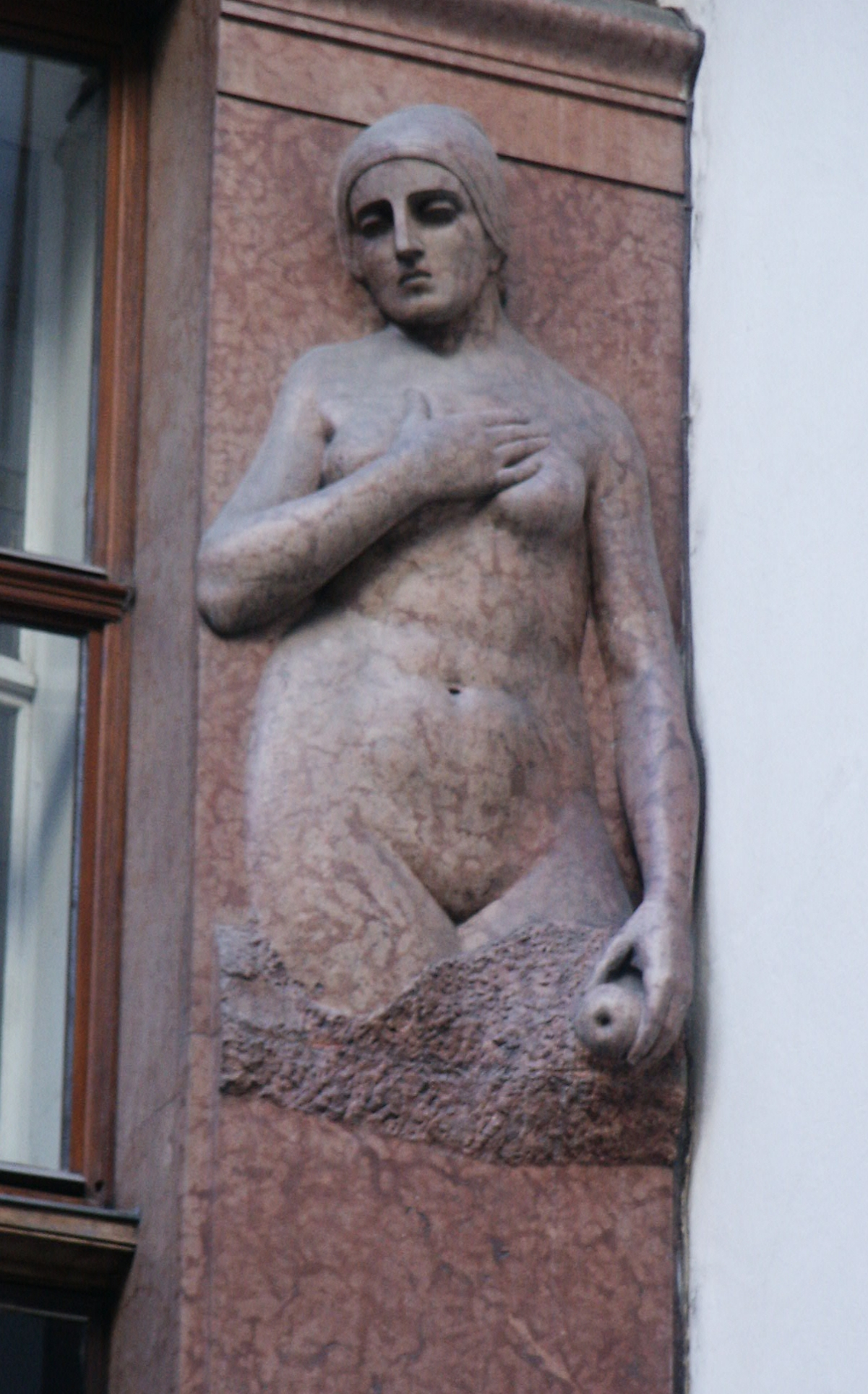
Artariahaus Wien, rechte Seite, Landwirtschaft (?)

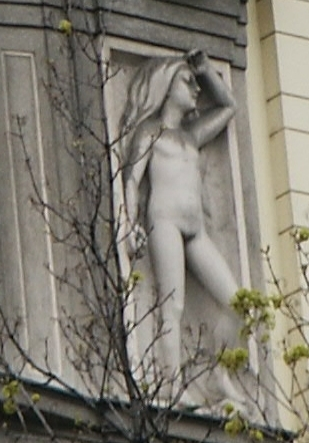
Hotel Bristol Wien, Fassade Ringstraße, Allegorie

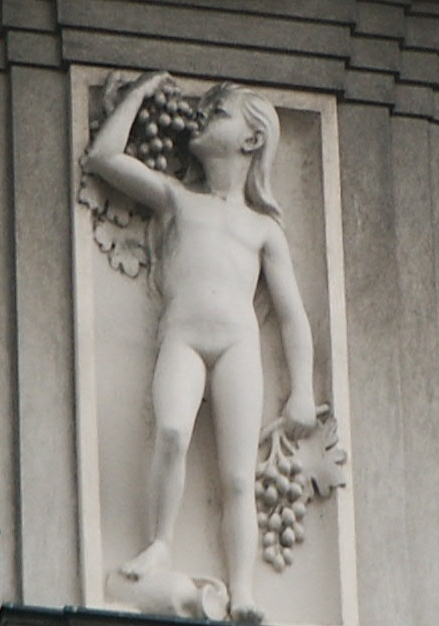
Hotel Bristol Wien, Fassade Kärntner Straße, Allegorie

Alfonso Canciani (* 11. Dezember 1863 in Brazzano di Cormòns, Kaisertum Österreich; † 3. Oktober 1955 Triest) war ein Bildhauer und Medailleur der Österreichisch-Ungarischen Monarchie. Zufolge dem Ersten Weltkrieg fand er als „Italiener“ keine Aufträge und ging 1918 verbittert nach Brazzano zurück. 1919 erhielt er eine Professur in Triest und schrieb seine Memoiren. 1955 starb Canciani in Triest.

## Leben
Canciani, Sohn des Steinmetz Lodovico C., arbeitete bereits mit 13 Jahren in den Steinbrüchen von Sanguarzo und Aurisina und liebte es, in seiner Freizeit zu modellieren. Mit 20 Jahren entschloss er sich, nach Wien zu fahren, weil er dort bessere Chancen sah. Nachdem er dort in drei Steinmetzbetrieben gearbeitet hatte, lernte er im Frühjahr 1884 den Inhaber einer Marmorwerkstätte kennen, der Canciani aufforderte, bei ihm zu arbeiten, und der dem angehenden Künstler hilfreich zur Seite stand. So ließ er Canciani nur vormittags arbeiten, damit dieser an der Akademie der Bildenden Künste Wien studieren konnte. Nach erfolgter Aufnahmeprüfung trat Canciani im Herbst 1886 als Hospitant in die allgemeine Bildhauerklasse ein.
An der Akademie zeigten sich bald die künstlerischen Fähigkeiten des Studenten. Seine erste Kompositionsübung „der Raub der Helena“ erhielt den 1. Preis.
Mit viel Eifer und Fleiß absolvierte Canciani die Pflichtprüfungen und machte Fortschritte im Modellieren. Angesichts der hervorragenden Ergebnisse empfahl ihm der Professor, in die Spezialklasse der höheren Bildhauerei zu gehen.
1890 modellierte Alfonso Canciani zum 1. Mai einen müden Arbeiter am Ende des Tages und am Ende seines Lebens. Dafür erhielt er den Preis der Modellierklasse. Auch später stellte er oft Arbeiter dar, ein Sujet, das andere Künstler dieser Zeit vermieden, mit Ausnahme des Belgiers Constantin Meunier, den Canciani verehrte.
Im Oktober 1890 inskribierte Canciani an der Höheren Bildhauerklasse von Professor Carl Kundmann, wo er sich fünf Jahre lang fortbildete.
Um die Kosten für das Studium bestreiten zu können, musste Canciani außertourlich viel arbeiten. Das sechste und letzte Jahr studierte er bei Kaspar von Zumbusch. In diesem Jahr wollte er sich um den Preis von Rom bewerben, der neben anderen Ehren aus 3000 silbernen Blumen und aus einem Stipendium für eine dreijährige Studienreise nach Italien bestand. Auf den Hilferuf eines Kollegen fuhr Canciani nach Budapest, wo er diesem bei der Ausführung eines Monuments für Kaiserin Maria Theresia in Preßburg (heute Bratislava) und bei einem weiteren Projekt half. Die hierfür benötigten drei Monate brachten ihn in große Zeitnot bei seiner Arbeit für den Preis von Rom. Die Konkurrenten waren schon fast fertig, und Canciani standen nur mehr 6 Wochen dafür zur Verfügung. Trotz größerer administrativer Schwierigkeiten wurde er rechtzeitig fertig und erhielt 1896 tatsächlich den Preis von Rom.
Die von Canciani geschaffene Gruppe des Dante, der auf einem Felsen über den sich darunter windenden Verdammten steht, wurde auf der 3. Biennale in Venedig 1899 ausgestellt und fand große Anerkennung. Kaiser Franz Joseph ermöglichte durch einen Ehrenpreis aus seiner Privatschatulle die Ausführung in großem Maßstab; es fanden sich aber keine Geldgeber, um das Modell als Monument in Marmor herzustellen.
Mit seiner Ehefrau Jutta hatte Alfonso Canciani eine Tochter Nerina, die, ebenfalls künstlerisch begabt, unter ihrem Ehenamen Nerina Canciani de Gauss Malerin wurde.
Canciani wurde 1903 ordentliches Mitglied der Secession, welche die Dante-Gruppe bei ihrer Hauptausstellung in Wien 1900 gezeigt hatte. Dort wurde Canciani dafür der „Künstlerpreis“ verliehen, der höchste österreichische Staatspreis für einen Künstler. Das Modell wurde 1910 auch in Berlin ausgestellt und fand viel Bewunderung. Unter den Neuerern der Sezession regten sich jedoch auch Stimmen, die Cancianis kraftvollen Realismus als veraltet bezeichneten. Dieser ließ sich jedoch nicht von seiner Richtung, u. a. der Verherrlichung der Arbeit, abbringen. Canciani war ein beliebter Porträtist und wurde von Persönlichkeiten wie Gustav Klimt, Peter Altenberg und Adolf Loos geschätzt und gefördert. Der einflussreiche Kritiker Adolph Donath und der Maler und Bildhauer Josef Engelhart, ein Mitbegründer der Sezession, gehörten lebenslang zu seinem Freundeskreis. Anlässlich der Ausstellung der Dantegruppe in Berlin schrieb Stefan Zweig über diese eine enthusiastische Rezension.
Canciani nahm an einem Wettbewerb für ein Denkmal der Kaiserin Elisabeth in Wien teil. In seinen Memoiren schreibt er, dass sein Entwurf für den ersten der sechs Preise vorgesehen war. Wie er aus angeblich sicherer Quelle erfuhr, hatte sich ein Mitglied der Jury geweigert, einem „Italiener“ den ersten Preis zu verleihen, weil die Kaiserin von einem Italiener ermordet worden war. Dies, obgleich das Friaul bis zum Ende des Ersten Weltkriegs zur Provinz Küstenland der Österreichisch-Ungarischen Monarchie gehörte! So wurden nur der 2. bis 6. Preis verliehen. Von da an verlor Canciani das Interesse an Wettbewerben.
Der Entwurf für das Kaiserin Elisabeth-Denkmal veranlasste 1908 die niederösterreichische Gemeinde Gföhl, ein Waisenhaus zu errichten und den Entwurf für das Denkmal der Kaiserin in Marmor ausführen zu lassen. Heute steht die Plastik in Gföhl in einer kleinen Kapelle, was viele Betrachter veranlasst, die Statue für eine Darstellung der heiligen Elisabeth zu halten.
Canciani schreibt dazu in seinen Memoiren: „...in Wien machte ich mir einen recht guten Namen. Ich hatte auch Arbeit genug, um davon leben zu können. Aber als dann mein Stern am Horizont aufzusteigen begann, brach der Weltkrieg aus und blockierte meine Hoffnungen. Nach dem Krieg kam Brazzano zu Italien, und auch ich wurde so italienischer Staatsbürger (wodurch sich ein alter Traum von mir erfüllte).“ Canciani resignierte und ging nach Görz. 1919 erhielt er den Lehrstuhl für Plastik an der Scuola Industriale von Triest, wo er 1955 starb.

## Werke
Cancianis Wille zur Monumentalität zeigt sich in den Modellen für Großprojekte (Dantegruppe, Monument für Zar Alexander II. (ca. 1910), Denkmal zum 60-jährigen Regierungsjubiläum von Kaiser Franz Joseph, Denkmal für Kaiserin Elisabeth in Wien). Diese Projekte wurden nicht realisiert; andere ausgeführte Werke, wie das Denkmal für Kaiserin Elisabeth in Pula (1904) wurden zufolge der politischen Entwicklung zerstört (1934).
In Wien, wo Canciani 35 Jahre lang gelebt und zahllose Porträtbüsten und Kleinplastiken geschaffen hat, ist sein Name heute nahezu vergessen. Hier war er zu Lebzeiten gesuchter Porträtist für den Adel, aber auch für Wissenschafter und verdiente Universitätsprofessoren, deren Büsten in der Universität, vor der Technischen Universität (Anton Schrötter, Ritter von Kristelli, 1903) und in der Sakristei der Minoritenkirche aufgestellt wurden. Von der Fassade des Hotels Bristol gegenüber der Wiener Staatsoper blicken acht im Jahr 1914 von Canciani geschaffene allegorische Kindergestalten hernieder. Auch in Udine und Cormòns finden sich Porträtbüsten des Künstlers. Kleinbronzen stellen oft Motive aus der Arbeitswelt dar. Der Industrielle Albert Böhler ließ derartige Statuetten in größerer Anzahl als Geschenke für seine Kunden gießen.

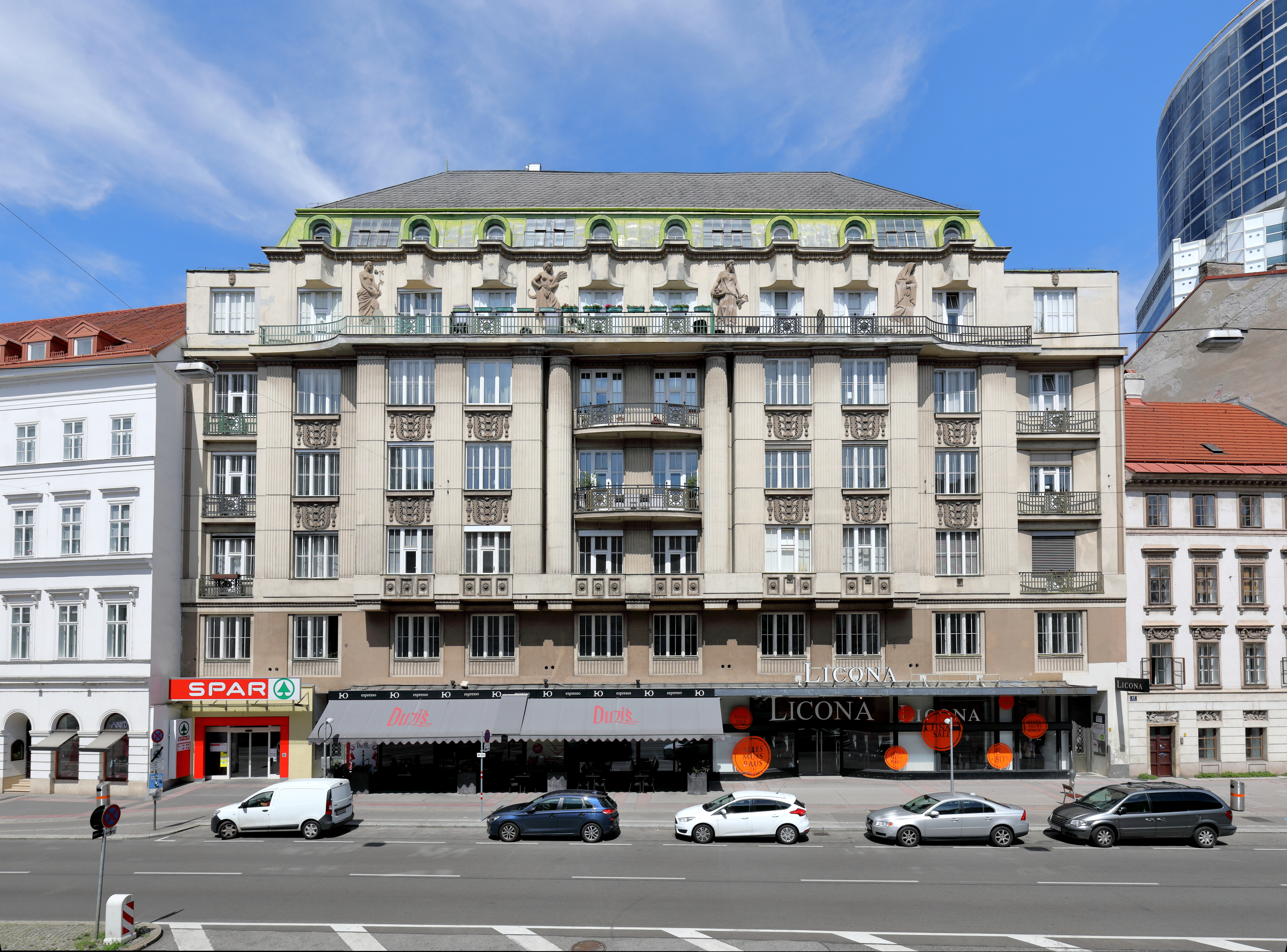
Die vier Skulpturen an der Außenfassade des sogenannten „Fürstenhofes“ in der Praterstraße 25

Bauplastiken finden sich in Wien auf dem Artaria-Haus am Kohlmarkt (1901), auf dem Hotel Bristol und am sogenannten „Fürstenhof“. Allegorische Werke (1911), die sich an der Wiener Börse befanden, gingen 1956 beim Brand des Gebäudes verloren.
Canciani arbeitete auch als Medailleur; Beispiele sind eine Medaille auf Papst Benedikt XV., (1917), die Gedächtnis-Medaille der italienischen Kolonie in Wien (1919) und eine Medaille für die Sparkasse Triest (1942). Auch Rektorskette und Rektorszepter der Veterinärmedizinischen Universität Wien stammen von Canciani (1910).
Grabmäler und Grabtafeln, wie die des Apostolischen Nuntius Alessandro Bavona (1912) im Stephansdom zu Wien, bildeten ein weiteres Feld für künstlerische Arbeiten Cancianis.

## Ausstellungen
- Wien, Künstlerhaus, 1891, 1892, 1895, 1911, 1912, 1913, 1914, 1915, 1916, 1917, 1918.
- Wien, Sezession, 1900, 1902, 1903, 1904, 1909.
- Wien, Arte Sacra, 1912
- Wien, CA-BV Kassenhalle 1987
- Berlin, Große Kunstausstellung, 1910
- München Glaspalast, 1901, 1907, 1908, 1910
- Graz, 1894.
- Rom, 1911, 1940.
- Venedig Biennale, 1899, 1984.
- Triest, 1890, 1922, 1925, 1926, 1930, 1932, 1933, 1936, 1937, 1838, 1942, 1954, 1979.
- Udine, 1903, 1913.
- Monfalcone, 1983.
- Pisino, 1904.
- Fiume, 1939.
- Cormòns, 1957.